# Sessilanthera latifolia
Sessilanthera latifolia là một loài thực vật có hoa trong họ Diên vĩ. Loài này được (Weath.) Molseed & Cruden miêu tả khoa học đầu tiên năm 1969.